# Садловиці (Люблінське воєводство)
Садловиці (пол. Sadłowice) — село в Польщі, у гміні Пулави Пулавського повіту Люблінського воєводства.
Населення — 130 осіб (2011).
У 1975—1998 роках село належало до Люблінського воєводства.

## Демографія
Демографічна структура станом на 31 березня 2011 року:
|          | Загалом | Допрацездатний вік | Працездатний вік | Постпрацездатний вік |
| -------- | ------- | ------------------ | ---------------- | -------------------- |
| Чоловіки | 60      | 11                 | 45               | 4                    |
| Жінки    | 70      | 13                 | 37               | 20                   |
| Разом    | 130     | 24                 | 82               | 24                   |